# パフラヴィー文字
パフラヴィー文字（パフラヴィーもじ、ペルシア語: خط پهلوی）とは、アラム文字をもとにして中期ペルシア語（パフラヴィー語）を書き表すのに用いられた文字である。右から左に書いて読む。
狭義には、「書物のパフラヴィー文字」（後述）を指し、広義には、マニ文字以外の中期ペルシア語資料の文字全般を指す。

## 概要
アケメネス朝ペルシアの行政言語であった帝国アラム語の文字（アラム文字）は、アケメネス朝が崩壊してアラム語が忘れられた後も、土着の言語を記すために各地で使われ続けた。パフラヴィー文字もそのような文字の一つである。

## 種類
「碑文のパフラヴィー文字」と「書物のパフラヴィー文字」の2種類に大きく分けられる。

### 碑文のパフラヴィー文字
代表的なものとしては、シャープール1世のパルティア語（パルティア文字）・パフラヴィー語2言語併記碑文や、ゾロアスターのカアバ碑文など大神官カルティールによる碑文群、ナルセ1世によるパイクリ碑文、ターゲ・ボスターン小洞のシャープール2世およびシャープール3世像付属の碑文など、サーサーン朝の君主による王碑文などに用いられている。特徴としては、文字の一つ一つが個別に存在し文字同士の連結があまりないが、いくつかの別々の音素の文字が一つの文字に集約されてしまうという、アラム文字系の文字に多く見られる現象がある。例えば、r と w が区別できなかったり、' (alif) と š , s が区別しにくかったりする。結果として、元々のアラム文字が22文字であったのに対し、「碑文のパフラヴィー文字」は19文字に減ってしまっており、元々のアラム文字以上にペルシア語の表記に不向きであった。
またサーサーン朝ではアルダシール1世から末期のヤズデギルド3世まで貨幣を発行しているが、その貨幣銘文にもパフラヴィー文字が用いられた。こちらも文字同士の連結がなく通常の碑文のパフラヴィー文字の一種と言えるが、貨幣という小さいスペースに用いられるため、通常のものよりも文字の画数が少なく、そのため別の音素の文字同士の相似がより顕著である。

### 書物のパフラヴィー文字

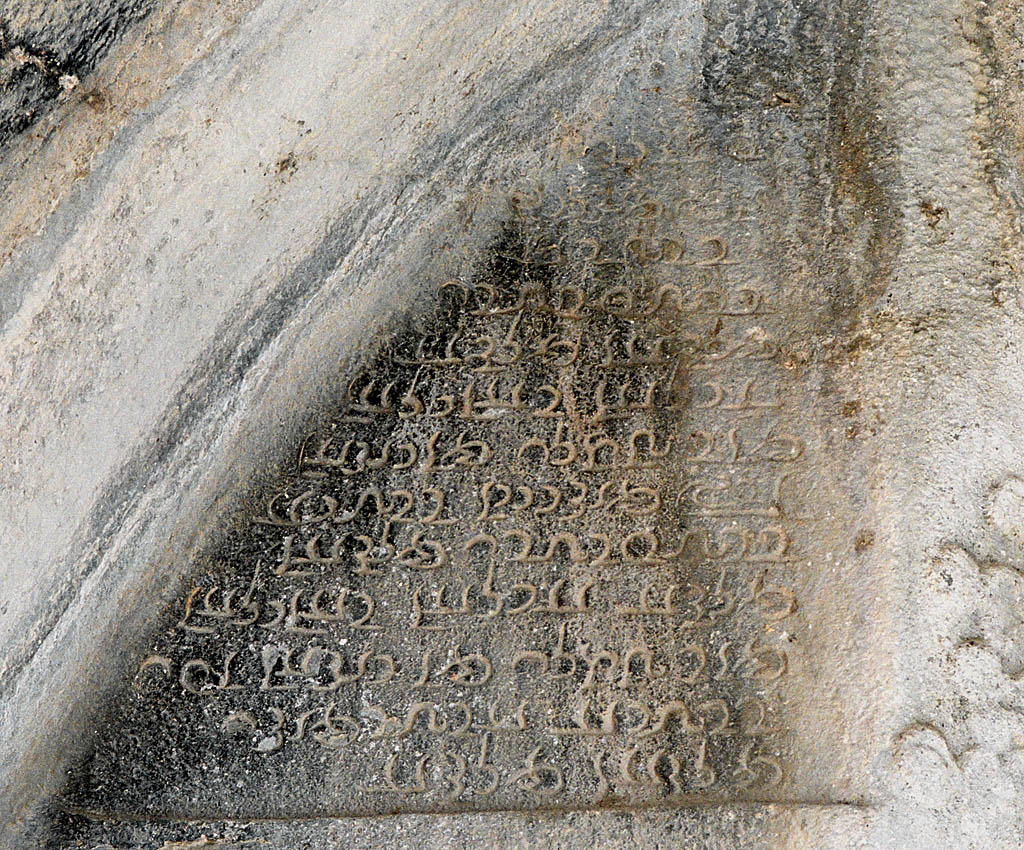
ターゲ・ボスターン小洞のシャープール3世像に付属する碑文。「この像はエーラーンと非エーラーンの“諸王の王”シャープール2世陛下の子、エーラーンと非エーラーンの諸王の王シャープフル（3世）陛下である」というようなことが書かれている。

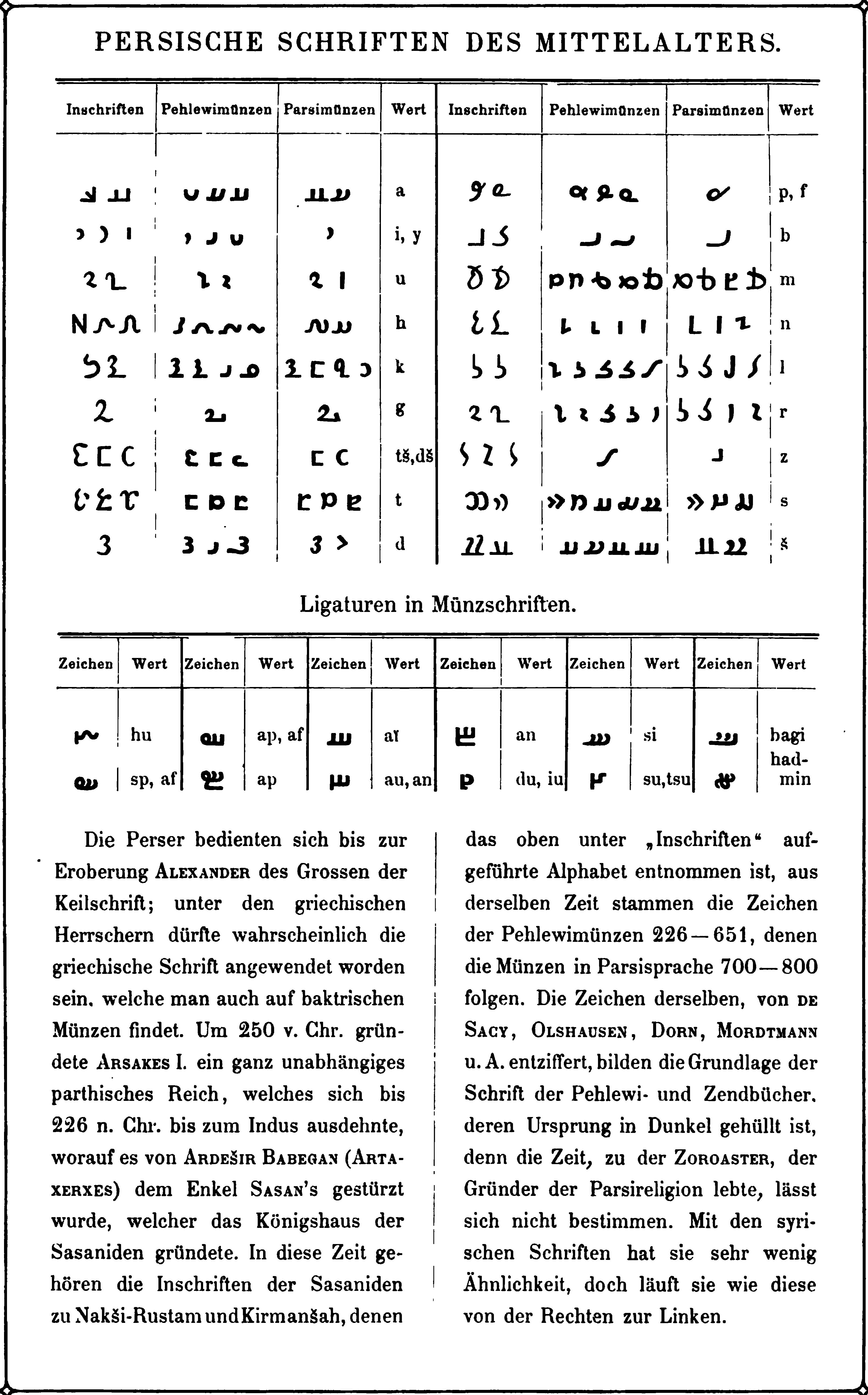
碑文、貨幣のパフラヴィー文字

一方、「書物のパフラヴィー文字」は現存するゾロアスター教文書などに多く用いられているもので、マニ文字やシリア文字、草書体化したソグド文字、現在のアラビア文字などのように、文字同士の連結を基調とする文字である。文字の集約は「碑文のパフラヴィー文字」よりも一層進行し、n が r/w に集約されるなど使用頻度が高く重要な文字の区別も失われて僅かに12～14文字となった。ホスロー1世によるギリシア語文献、サンスクリット語文献のパフラヴィー語翻訳運動の過程で開発されたとも考えられており、アヴェスター文字は古代のアヴェスター語の音韻を可能な限り書写出来るようにこの「書物のパフラヴィー文字」をもとに子音や母音の文字を大幅に増補や改良を行ったものだと考えられる。
「書物のパフラヴィー文字」はザンドなどのゾロアスター教関係の宗教文書に多く用いられた文字だが、文献の多くはサーサーン朝滅亡後のアッバース朝時代以降に成立したものが多く、現存の文献も13世紀以降に書写されたものが殆どである。「書物のパフラヴィー文字」の成立がサーサーン朝後葉であった理由は、イランにおけるゾロアスター教が教典の伝承を口誦伝承することが正統とし、文字そのものを忌避していたためと考えられる。

## 文字の訓読
また、パルティア文字、ソグド文字などと同様、「訓読」が行われており、MN /ač/、W /ud/ など前置詞や接続詞、代名詞などがアラム語の語彙で書いてパフラヴィー語で読んでいたと思われる。他に、MLK'n MLK' /šāhān šāh/ のようなアラム語の語彙にパフラヴィー語の語末の形をつける「送り仮名」も存在した。

## 日本におけるパフラヴィー文字資料
法隆寺献納宝物（東京国立博物館保管）に全長 60cm 程の白檀の香木2点が現存するが、その表面にソグド文字による「2 分の 1 スィール (nym syr)」という焼き印と、20cm にわたりパフラヴィー文字で「白檀香」(翻字: bwy Y cndl) という一文がそれぞれ刻まれている。これは日本に伝来していたパフラヴィー語（パフラヴィー文字）資料としては最古の部類になる。

## Unicode
Unicode では、以下の領域に次の文字が収録されている。
| U+    | 0 | 1 | 2 | 3 | 4 | 5 | 6 | 7 | 8 | 9 | A | B | C | D | E | F |
| ----- | - | - | - | - | - | - | - | - | - | - | - | - | - | - | - | - |
| 10B60 | 𐭠 | 𐭡 | 𐭢 | 𐭣 | 𐭤 | 𐭥 | 𐭦 | 𐭧 | 𐭨 | 𐭩 | 𐭪 | 𐭫 | 𐭬 | 𐭭 | 𐭮 | 𐭯 |
| 10B70 | 𐭰 | 𐭱 | 𐭲 |   |   |   |   |   | 𐭸 | 𐭹 | 𐭺 | 𐭻 | 𐭼 | 𐭽 | 𐭾 | 𐭿 |